# Лебница
Лебница је насељено место у општини Сандански у области Благоевград, Бугарска. Према попису из 2021. године било је 412 становника.
У Етнографији вилајета Адријанопољ, Монастир и Салоника, штампаној у Цариграду 1878. године, која се односи на мушко станоништво 1873. године, Лебница је село са 6 домаћинства и 24 житеља Словена. У селу се налазе старе куће огражденско-малешевског типа од којих су три споменици културе.